# Дубовець (притока Серету)
Дубове́ць — річка в Україні, в межах Сторожинецького району Чернівецької області. Права притока Серету (басейн Дунаю).

## Опис
Довжина 10 км, площа водозбірного басейну 21,7 км². Похил річки 9,7 м/км. Долина у верхній течії відносно вузька і глибока, в пониззі — широка (річка тече долиною Серету). Річище слабозвивисте, у пониззі більш звивисте.

## Розташування
Дубовець бере початок на південний захід від міста Сторожинця. Верхів'я річки розташовані в лісовому масиві, в межах Сторожинецького пасма. Тече спершу на північ, далі — на схід. Впадає до Серету у південно-західній частині Сторожинця.